# Dylan Thomas (Snowboarder)
Dylan Thomas (* 27. Juni 1994) ist ein ehemaliger US-amerikanischer Snowboarder. Er startete in den Disziplinen Slopestyle und Big Air.

## Werdegang
Thomas nahm von 2013 bis 2018 an Wettbewerben der Ticket to Ride World Snowboard Tour und der FIS teil. Dabei erreichte er im Dezember 2014 bei der U.S. Revolution Tour in Copper Mountain mit dem dritten Platz im Slopestyle seine erste Podestplatzierung. Sein Debüt im Snowboard-Weltcup hatte er im März 2016 in Špindlerův Mlýn, welches er auf dem 28. Platz im Slopestyle beendete. Im folgenden Monat wurde er Zweiter im Slopestyle bei den US-amerikanischen Meisterschaften. In der Saison 2016/17 belegte er beim U.S. Snowboarding Grand Prix und Weltcup in Mammoth den dritten Platz im Slopestyle und bei den Burton US Open in Vail den 18. Platz im Slopestyle. Bei den Snowboard-Weltmeisterschaften 2017 in Sierra Nevada kam er auf den 57. Platz im Big Air und auf den zehnten Rang im Slopestyle. In seiner letzten aktiven Saison 2017/18 siegte er beim Grandvalira Total Fight im Slopestyle.